# Rivière Ohomisiw
La rivière Ohomisiw est un affluent du ruisseau à l'Eau Claire, coulant dans le territoire de la ville de La Tuque,
dans la région administrative de la Mauricie, dans la province au Québec, au Canada.
Ce ruisseau traverse les cantons de Pfister et de Verreau.
La foresterie constitue la principale activité économique de cette vallée ; les activités récréotouristiques, en second. Diverses routes forestières secondaires desservent la vallée de la rivière Ohomisiw pour accommoder les activités récréotouristiques et la foresterie. Ces routes forestières se connectent au sud à la route 212 qui dessert la rive nord du réservoir Gouin et relie au sud-est le village de Obedjiwan.
La surface de la rivière Ohomisiw est habituellement gelée de la mi-novembre à la fin avril, toutefois la circulation sécuritaire sur la glace se fait généralement du début décembre à la fin de mars.

## Géographie
Les principaux bassins versants voisins de la rivière Ohomisiw sont :
- côté nord : lac Cawcot, rivière Cawcot, ruisseau Eastman, lac Beaucours, rivière Opawica ;
- côté est : ruisseau à l'Eau Claire, lac du Principal, baie Verreau, ruisseau Verreau, lac Dubois ;
- côté sud : lac Witiko, baie Verreau, lac Omina, lac Magnan, rivière Kakiskeaskoparinaniwok ;
- côté ouest : lac Froid, lac Kaatcipekinikatek, rivière Pokotciminikew, ruisseau Augusta, lac Baptiste, lac Mathieu, rivière Kakospictikweak, rivière Toussaint.

La rivière Ohomisiw prend naissance à l’embouchure d'un lac non identifié (longueur : 0,3 km ; altitude : 526 m) situé dans le canton de Pfister, dans La Tuque.
L’embouchure de ce lac de tête est située à :
- 14,3 km au nord de l’embouchure de la rivière Ohomisiw ;
- 18,9 km au nord de l’embouchure du ruisseau à l'Eau Claire ;
- 43,5 km au nord de la confluence du lac Magnan et du lac Brochu (réservoir Gouin) ;
- 78,3 km au nord-ouest du barrage Gouin[2].

À partir de l’embouchure du lac de tête (lac Pfister), le cours de la rivière Ohomisiw coule entièrement en zone forestière et montagneuse sur 25,1 km selon les segments suivants :
- 0,9 km vers le sud-ouest dans le canton de Pfister jusqu’à la ligne de séparation des comtés de Lac-St-Jean-Ouest et de Champlain ;
- 4,4 km vers le sud en traversant sur environ 150 mètres un lac non identifié (longueur : 0,7 km ; altitude : 433 m), jusqu’à son embouchure ;
- 3,3 km vers le sud jusqu’à la ligne de séparation des cantons de Pfister et de Verreau, puis vers l'ouest en formant une courbe vers le sud pour revenir la ligne des cantons ;
- 2,5 km vers le sud dans le canton de Verreau, jusqu’à la décharge (venant du sud) du lac Kamackociwakamak ;
- 4,0 km vers le sud, puis vers l'est en traversant sur 0,9 km un lac non identifié, jusqu’à son embouchure ;
- 6,5 km vers le sud en contournant vers l'est une presqu’île en début de segment et formant une courbe vers l'ouest en fin de segment, jusqu’à la décharge (venant du nord) d’un lac non identifié ;
- 1,4 km vers le sud en passant du côté est de la fondrière entourant le lac Froid, jusqu’à un coude de rivière ;
- 2,1 km vers l’est, jusqu’à son embouchure[3].

La rivière Ohomisiw se déverse sur la rive ouest du ruisseau à l'Eau Claire, soit à :
- 4,7 km au nord de l’embouchure du ruisseau à l'Eau Claire ;
- 27,8 km au nord-ouest de la confluence du lac Magnan et du lac Brochu ;
- 33,3 km au nord-est du centre du village de Obedjiwan ;
- 58,2 km au nord-ouest du barrage Gouin ;
- 113,8 km au nord-ouest du centre du village de Wemotaci ;
- 198 km au nord-ouest du centre-ville de La Tuque ;
- 311 km au nord-ouest de l’embouchure de la rivière Saint-Maurice (confluence avec le fleuve Saint-Laurent à Trois-Rivières).

La rivière Ohomisiw se déverse dans le canton de Verreau sur la rive ouest du ruisseau à l'Eau Claire, à 0,5 km en amont de la rive nord du lac Witiko. À partir de cette confluence, le courant coule sur 74,2 km selon les segments :
- 4,9 km vers le sud jusqu’à la rive nord de la baie Verreau ;
- 5,0 km vers le sud-est en traversant la baie Verreau ;
- 64,3 km généralement vers le sud-est, jusqu’au barrage Gouin, en traversant notamment, le lac Magnan, le lac Brochu et la baie Kikendatch.

À partir du pied du barrage Gouin, le courant emprunte la rivière Saint-Maurice jusqu’à Trois-Rivières, où il se déverse dans le fleuve Saint-Laurent.

## Toponymie
Le toponyme rivière Ohomisiw a été officialisé le 6 septembre 1984 à la Commission de toponymie du Québec.